# Моиз, Мартин
Мари́ Этье́н Марти́н Жозе́ф (фр. Marie Étienne Martine Joseph), в браке Марти́н Мои́з (фр. Martine Moïse; род. 6 июня 1974, Порт-о-Пренс) — бывшая первая леди Республики Гаити и вдова президента Жовенеля Моиза. Была первой леди страны с февраля 2017 года до убийства президента 7 июля 2021 года. Мартин Моиз была тяжело ранена в собственном доме в Петьонвиле в результате нападения преступников.

## Биография

### Ранние годы
Мартин Мари Этьен Жозеф родилась 5 июня 1974 года в Порт-о-Пренсе, Республика Гаити. В 1993 году окончила начальную и среднюю школу «Roger Anglade» в Порт-о-Пренсе. Затем получила степень по интерпретации в Университете Кискейя в 1997 году.
Познакомилась со своим будущим мужем Жовенелем Моизом когда они были студентами в Университете Кискейя. Поженились в 1996 году и переехали в Пор-де-Пе (Северо-Западный департамент Гаити), с намерением работать в сфере развития сельских районов.

### Первая леди Гаити
Во время пребывания на посту первой леди Мартин Моиз занимала пост председателя организации общественного развития «Fondasyon Klere Ayiti», занимающейся гражданским образованием и проблемами женщин. В октябре 2017 года стала председателем по координации фонда «Global Fund in Haiti — CCM», который направлен на борьбу со СПИДом, малярией и другими заболеваниями на Гаити. Она также выступала за новые инвестиции в гаитянское искусство и ремесла, чтобы стимулировать деятельность местных ремесленников.

### Убийство Жовенеля Моиза
7 июля 2021 года президент Жовенель Моиз был убит, а первая леди получила тяжелые ранения во время нападения на них в резиденции в Петьонвиле. После нападения Мартин Моиз была госпитализирована в Центральную больницу Порт-о-Пренса. Некоторые источники, в том числе доктор Ханс Ларсен объявили о её смерти на телеканале «Color Visión», сообщив, что она умерла от полученных ранений. Однако, официальных подтверждений гибели первой леди Гаити не поступало. Позже в тот же день Мартин Моиз была доставлена санитарной авиацией «Trinity Air Ambulance» из Республики Гаити в аэропорт Форт-Лодердейла. Затем на автомобиле скорой помощи её отвезли из аэропорта в травматологический центр «Ryder» при больнице «Jackson Memorial» в Майами (Флорида).
10 июля 2021 года Моиз разместила на своей странице в Twitter аудиообращение, в котором заявила, что её муж был убит в результате хорошо спланированного нападения группой «высококвалифицированных и хорошо вооружённых» людей, по её словам убийство было настолько быстрым, что он не успел произнести ни слова. Моиз обвинила неназванных людей в том, что они стоят за убийством её мужа, назвав в качестве причин проблемы с дорогами, водой, электричеством и конституционным референдумом, а также их желание помешать демократическому переходу власти. Она также призвала Гаити не сбиться с пути и не позволить жертве Жовенеля пропасть даром. Несколько дней спустя, 14 июля, Мартина поделилась фотографиями себя, лежащей на больничной койке и поблагодарила медиков за спасение. Она добавила, что все ещё находится в шоке от того, как умер её муж, и её боль по поводу его смерти никогда не пройдёт.
Моиз вернулась на Гаити 17 июля 2021 года после того, как её выписали из больницы. Её самолёт приземлился в международном аэропорту имени Туссен-Лувертюра в Порт-о-Пренсе, где её встретили представители правительства, включая временного президента Клода Жозефа. О её возвращении не было объявлено заранее, поэтому новость о возвращении вдовы убитого президента вызвала общественное удивление.
19 февраля 2024 года Моиз было предъявлено обвинение в соучастии в убийстве её мужа. Клод Жозеф и бывший начальник полиции Леон Шарль также были обвинены, причем Шарлю было предъявлено обвинение в предполагаемом убийстве.